# Pseudicius philippinensis
Pseudicius philippinensis is een spinnensoort uit de familie springspinnen (Salticidae). De soort komt voor in de Filipijnen.